# 蔡應科
蔡應科（1546年—1616年），字思盛，號念質，福建漳州府龍溪縣人，民籍，明朝政治人物。

## 生平
隆慶元年（1567年）丁卯科福建鄉試第十八名舉人。隆慶二年（1568年）中式戊辰科會試第三百二十五名，三甲第一百零八名進士。初授瑞州府推官，擢户部主事，历升广西府知府、贵州副使。
萬曆二十三年（1595年）四月復除广东副使，二十五年七月升陕西右参政，二十八年二月升广东按察使，二十九年七月升广东右布政使，遷广西左布政，三十五年闰六月升右副都御史、巡抚广西，四十年三月升南京户部右侍郎、兼都察院右佥都御史、总督粮储，升都察院右副都御史，四十三年六月升南京都察院右都御史，四十四年病逝于任上，次年賜祭葬。

## 家族
曾祖蔡緒；祖父蔡遷；父蔡結，母丘氏；繼母方氏。具庆下。兄蔡應孫（知县）、應选、應昌、思尹、應昇、應元。